# Северо-Кавказский эмират
Се́веро-Кавка́зский эмира́т — исламское государство, существовавшее на территории Чечни и Дагестана с сентября 1919 года по март 1920 года. Являлось протекторатом Османской империи.

## История
После того, как войска Вооружённых сил Юга России в апреле 1919 года заняли Чечню, дагестанский религиозный и политический лидер Узун-Хаджи Салтинский стал собирать отряды добровольцев для сепаратистской и религиозной войны против русской армии. 22 мая была прекращена деятельность правительства Горской республики в Дагестане. Узун-Хаджи, собрав своё войско, ушёл в горы на границе Чечни и Дагестана. В конце мая в селе Ботлих он собрал большой маджлис, где по предложению Алима из селения Гагатли Саид-Магомеда Узун-Хаджи был избран эмиром Дагестана и Чечни. Фактической резиденцией нового государства стало горное селение Ведено.
Летом 1919 года с помощью Иналука Арсанукаева (он же Дышнинский), привёзшего для Узун-Хаджи фирман (послание) от османского султана Багаутдина (Магомет-Ваххидин VI), Узун-хаджи приступил к созданию военных и гражданских структур Северо-Кавказского эмирата.
Авторитет Узун-Хаджи возрос благодаря победам его войска под командованием Арсанукаева (Дышнинского) над войсками ВСЮР под командованием генерала Ивана Колесникова в сражении за станицу Воздвиженская. В результате боёв 11 сентября белогвардейские части отступили к Грозному, а войскам Узун-Хаджи удалось взять в плен 112 человек. Через два дня, 13 сентября, произошёл бой войска Узун-Хаджи с казаками в Шали, в результате которого было взято в плен 138 казаков.
19 сентября на совещании с участием представителей чеченского и дагестанского духовенства было объявлено о создании Северо-Кавказского эмирата во главе с эмиром Узун-Хаир Хаджи-Ханом. В распоряжении премьер-министра правительства эмирата Иналука Дышинского-Арсанукаева, изданном в сентябре 1919 г., было объявлено, что «Северо-Кавказское эмирство является самостоятельной шариатской монархией во главе с эмиром Узун-Хаир-Хаджи-Ханом, но под протекторатом Халифа мусульманского эмира Его Величества Оттоманского императора Магомета-Ваххидина VI». В этом документе Горская республика называлась мифической республикой, не имеющей опоры в народе.
Письмо Дышнинского-Арсанукаева от 9 декабря 1919 года: «В стране мусульманской не может быть республики, так как по существу нашей священной книги наличие халифа необходимо, ибо отрицание его — это есть отрицание Пророка, что означало бы нечто иное, как отрицание Бога. Всякое суждение по поводу республики или конституции… не что иное как смута, так как эта идея среди мусульман проведена быть не может».
Воззвание к соседним русским национальностям, опубликованное по поводу объявления Северокавказского эмирата: «Мусульмане Северного Кавказа не питают никакой вражды ни к Вам, ни к Вашей религии. Многолетнее страдание показало нам, что каждая национальность может жить только путем обособленности. Иго русского царизма сковало мусульманский народ. Теперь скованный и замерзший народ мусульманский ждет свободы не на словах, а на деле. На основании дарованных свобод после ухода царя русского, мусульмане Северного Кавказа добивались, как известно, самоопределения путем республики. Эта цель и эти мечты были разбиты варварским вторжением деникинской банды. На мирной конференции в Париже великие державы не признали Горскую республику. Вопреки общественному мнению Европы, мусульмане Северного Кавказа всю свою жизнь поставили на карту и решили добиться полного самоуправления на началах шариатской монархии».
В начале 1919 года командующий 11-й армией РККА Николай Гикало после поражений в боях с войсками ВСЮР принял решение отвести остатки разгромленной армии в горы. Узун-хаджи вступил в союз с Гикало, и из остатков его армии был сформирован интернациональный отряд красных повстанцев. Он размещался на территории эмирата и подчинялся военному штабу Узун-Хаджи как 5-й полк армии Северо-Кавказского эмирата. Ингушский отряд красных партизан во главе с Хизиром Орцхановым, находившийся в горах Ингушетии, считался 7-м полком армии Узун-Хаджи. Представитель большевиков Хабала Бесланеев даже стал министром внутренних дел эмирата, а начальником штаба войск эмирата стал большевик Магомет Ханиев.
Для управления государством было сформировано правительство из 8 министров во главе с «великим визирем» (высшим сановником) «князем» Дышнинским, который одновременно являлся главнокомандующим вооружёнными силами Северо-Кавказского эмирата. В состав правительства вошли:
- Министр двора — генерал-майор Каим-Хаджи Ахаев (его прямые потомки Каимовы проживают в Чечне и поныне), с высшим духовным образованием.
- Министр иностранных дел, военно-юридической академии ротмистр Иналук Арсанукаев.
- Министр продовольствия, торговли и промышленности — генерал-майор Магомет Хамхоев.
- Министр земледелия и государственных имуществ генерал-майор — Билал Шамилев.
- Министр военный — генерал-майор Шита Истамулов (впоследствии руководитель восстания против сталинского режима в 1930-х гг.).
- Министр путей сообщения, почт и телеграфов — генерал-майор Куси Байчалеев.
- Министр внутренних дел — генерал-майор Хабала Бесланеев.
- Министр финансов — генерал-майор Абдул-Азим Абдулаев, владел русским и арабским языками.

Портфели министра юстиции, просвещения, вакуфных дел и имуществ тоже оставались за Дышнинским. По другой версии, министром юстиции был полковник Хаджи Магометбеков Эмир Заде.
Правительство эмирата Узун-Хаджи было интернациональным: в нём было по два аварца, чеченца, ингуша и кабардинца. Высшее светское образование имел один человек, высшее духовное — двое, грамотными по-русски (а среди них один и по-арабски) были трое, неграмотными были два министра (военный и путей сообщения, почт и телеграфа).
Государство было разделено на наибства и основывалось на шариатском правлении.
Вооружённые силы эмирата (общей численностью до 60 тыс. человек) состояли из 6 армий под командованием генерал-майоров.
Для получения вооружения правительство Узун-Хаджи обращалось за помощью к правительствам Азербайджанской Демократической Республики, Грузинской Демократической Республики и Турции. С Узун-Хаджи постоянно поддерживал связь командующий турецкими войсками в Дагестане Нури-Паша. В составе командования армии Узун-Хаджи находились офицеры турецкого Генерального штаба, в их числе Хусейн Дебрели и Али-Риза Чорумлу (первый командовал кавалерией, второй — артиллерией). Военную и материальную помощь эмирату Узун — Хаджи пыталась оказывать также Грузинская демократическая республика. Ею в сентябре 1919 г. был направлен экспедиционный отряд для оказания помощи войскам эмирата. Но в бою под Чечен-аулом грузинский отряд наткнулся на вооружённое сопротивление войск ВСЮР и, потерпев поражение, вынужден был вернуться обратно в Грузию.
Правительство Узун-Хаджи выпускало свои собственные денежные знаки, также использовались азербайджанские дензнаки.
В конце марта 1920 г. большевики направили уже тяжело больному Узун-Хаджи письмо, в котором говорилось: «После переговоров с Вашими представителями нам стало известно, что они принимают Советскую власть. Если и Вы принимаете эту власть как имам Чеченистана и Дагестана, то объявите об этом народам, и тогда между нами установятся дружественные отношения. Ввиду этого Советская власть признаёт Вас как Имама и духовного лидера главы мусульман Северного Кавказа. Вы тоже после этого, как объявите народам о вашем отношении к Советской власти, должны оставить свои должности и предоставить свои обязанности самому народу. Ваши организации должны быть распущены. Это право должно передаваться Центральному правительству. Что касается финансовых дел, то это решится после получения инструкции от Центра. Во всяком случае, Советская власть не будет касаться Вашего святого Корана и религии. Обо всем этом Вам растолкуют Ваши представители». Узун-Хаджи отказался принять эти условия большевиков и через несколько дней после получения письма, 30 марта 1920 г., он умер.
11 мая 1920, года по его настоянию, был созван съезд горцев, на котором присутствовали турецкие офицеры, находящиеся на Северном Кавказе. Узун-Хаджи, доживавший последние дни, в письменной форме завещал продолжать борьбу с Россией и пригласить к власти Камиль-Пашу, сына Шамиля, жившего в Турции. Съезд исполнил волю Узун Хаджи и объявили имамом Камиль-Пашу, которому сразу известили об этом. Последний послал своего сына Саида-Шамиля в Тифлис, где он узнал о захвате Северного Кавказа русскими.
После Узун-Хаджи титул эмира принял уроженец села Инхо шейх Дервиш Мухаммад, но несколько дней спустя Северо-Кавказский эмират перестал существовать.

## Денежное обращение
Эмират выпускал собственные банкноты, номинированные в рублях и туманах. Кроме того, на территории эмирата обращались банкноты Терской республики, которые выпускал Николай Гикало. Была также предпринята попытка чеканки монеты (штемпель с надписью арабской вязью наносился на медные монеты императорской России).

## Правление
| № | Имя                     | Фото | Начало полномочий | Конец полномочий |
| - | ----------------------- | ---- | ----------------- | ---------------- |
| 1 | Узун-Хаджи Салтинский † |      | сентябрь 1919     | 30 марта 1920    |
| 2 | Дервиш Мухаммад †       |      | 30 марта 1920     | 31 марта 1920    |